# SMS Kurfürst Friedrich Wilhelm
SMS Kurfürst Friedrich Wilhelm – niemiecki pancernik należący do typu Brandenburg, służący w Kaiserliche Marine od 1894 roku. W 1910 roku sprzedany do imperium osmańskiego jako Barbaros Hayreddin, został zatopiony w 1915 roku.
Okręt powstał jako przedstawiciel pierwszego typu niemieckich pełnomorskich przeddrednotów, zdolnych do służby w trudnych warunkach pogodowych. Stępkę pod SMS "Kurfürst Friedrich Wilhelm" położono w 1890 roku w stoczni Kaiserliche Werft w Wilhelmshaven. Uroczystość wodowania odbyła się 30 czerwca 1891 roku, zaś przyjęcie okrętu do służby w Kaiserliche Marine 29 kwietnia 1894. W 1899 roku podobnie jak bliźniacze okręty został przeklasyfikowany z pancernika (niem.: Panzerschiff) na okręt liniowy (Linienschiff).
W 1900 roku wszystkie cztery pancerniki typu Brandenburg weszły w skład 1. Dywizjonu, wysłanego do Chin w ramach międzynarodowej interwencji mającej na celu stłumienie powstania bokserów. Wtedy, jako jeden z pierwszych okrętów niemieckich, otrzymał urządzenia radiotelegraficzne. Okręty przebywały na wodach azjatyckich do 1901 roku, nie biorąc bezpośredniego udziału w działaniach wojennych.
12 września 1910 roku SMS "Kurfürst Friedrich Wilhelm" został, razem z bliźniaczym SMS "Weißenburg" sprzedany Osmanom (za cenę 9 mln marek za każdy) i wcielony do marynarki tureckiej pod nazwą "Barbaros Hayreddin" (od osmańskiego admirała z XVI wieku – spotykana jest w literaturze zachodniej, głównie angielskojęzycznej, transkrypcja "Heireddin Barbarossa"). Brał udział w bitwach morskich pod Elli i pod Lemnos podczas I wojny bałkańskiej. 8 sierpnia 1915 roku w Dardanelach został trafiony torpedą wystrzeloną przez brytyjski okręt podwodny HMS E11 i zatonął wraz z 253 marynarzami.